# Нюман, Туула
Туула Элизабет Нюман (фин. Tuula Nyman; 16 апреля 1943, Хельсинки — 28 сентября 2014, там же) — финская актриса
 театра, кино и телевидения. Лауреат Государственной премии Финляндии в области кинематографии (1973).

## Биография
Сыграла в многочисленных ролях в театре, на телевидении и в кино. За свою карьеру снялась в 94 кино-, телефильмах и ТВ-сериалах. Часто выступала на радио.
В 1960-х годах была замужем за актёром и певцом Веса-Матти Лойри.

## Избранная фильмография
- 1965 — Взвесьте опасность / Vaaksa vaaraa — женщина в ночном клубе
- 1966 — Любовь начинается с утра /	Rakkaus alkaa aamuyöstä — Лина
- 1968 — Здесь, под Полярной звездой / Täällä Pohjantähden alla — Эльма Лаурила
- 1970 — Аксели и Элина / Akseli ja Elina
- 1973 — Война одиночки / Yhden miehen sota
- 1978 — Охраняемая деревня, 1944 год / Vartioitu kylä 1944 — Этель Паакинахо
- 1986 — Снежная королева / Lumikuningatar
- 2004 — Варес / Vares — Yksityisetsivä

## Награды
- Государственная премия Финляндии в области кинематографии (1973)
- Премия «Юсси» за лучшую женскую роль (1973 и 1977)